# 邓肯 (南卡罗来纳州)
邓肯（英文：Duncan），是美国南卡罗来纳州下属的一座城市。城市类型是“Town”。其面积大约为4.78平方英里（12.37平方公里）。根据2010年美国人口普查，该市有人口3,181人，人口密度约为每平方 英里665.9人（约合每平方公里257.11人）。